# Torneo de Estoril 2006
El Torneo de Estoril 2006 fue un evento de tenis disputado sobre tierra batida. Fue la edición nº17 del torneo, y formó parte de los eventos de categoría International Series del ATP Tour 2006, y un evento de la serie Tier IV del WTA Tour 2006. Tanto el torneo masculino como el femenino se celebraron en Oeiras, Portugal, desde el 1 de mayo hasta el 8 de mayo de 2006.
El ganador en el cuadro masculino fue el cabeza de serie David Nalbandian, seguido del segundo cabeza de serie Nikolay Davydenko.

## Campeones

### Individuales Masculino
David Nalbandian vence a  Nikolay Davydenko 6–3, 6–4

### Individuales Femenino
Zheng Jie vence a  Li Na 6–7(5–7), 7–5, retirada

### Dobles Masculino
Lukáš Dlouhý /  Pavel Vízner vencen a  Lucas Arnold Ker /  Leoš Friedl 6–3, 6–1

### Dobles Femenino
Li Ting /  Sun Tiantian vencen a  Gisela Dulko /  María Antonia Sánchez Lorenzo 6–2, 6–2